# Bernal-Inseln
Die Bernal-Inseln sind eine Gruppe aus vier hauptsächlich schneebedeckten Inseln und einigen Rifffelsen im Archipel der Biscoe-Inseln vor der Loubet-Küste des Grahamlands auf der Antarktischen Halbinsel. Im Crystal Sound liegen sie etwa 16 km östlich des südlichen Endes der Lavoisier-Insel.
Kartiert wurden sie anhand von Vermessungen, die der Falkland Islands Dependencies Survey zwischen 1958 und 1959 durchführte, sowie mittels Luftaufnahmen der US-amerikanischen Ronne Antarctic Research Expedition (1947–1948). Das UK Antarctic Place-Names Committee benannte sie 1960 nach dem britischen Physiker John Desmond Bernal (1901–1971), der 1933 gemeinsam mit Ralph Howard Fowler eine Abhandlung über die Kristallstruktur von Eis und die Lokalisation des Wasserstoffatoms verfasst hatte.